# Horvati
Horvati jsou sídlo vesnického charakteru v Chorvatsku, které je součástí města Záhřeb, konkrétně jeho čtvrti Brezovica. Nachází se v údolí nazývaném Mokrice, asi 21 km jihozápadně od centra Záhřebu. Je jedním z odlehlých předměstí Záhřebu, ale zároveň i samostatnou vesnicí. V roce 2021 zde žilo 1 409 obyvatel. Název vesnice je odvozen od častého chorvatského příjmení Horvat (vyslovováno [chorvat]), toto příjmení měla pravděpodobně rodina, která poprvé na území dnešní vesnice žila.
Sídlo vzniklo seskupením velkého množství osad, většinou pojmenovaných po příjmení rodin, které je založily. Mezi tyto osady patří Babići, Bencekovići, Derdići, Dubrave, Gorjanci, Harmičari, Hercegi, Horvati, Karasmani, Komari, Kozijanka, Krali, Mavračići, Nabrežje, Paladinići, Paljaši, Pipić Breg, Pipići, Premužići, Reščići, Sučevci a Širanovići. Po největší vesnici se jménem Horvati je celé sídlo pojmenováno. Vesnice byla založena v 18. století.
Vesnicí prochází župní silnice Ž1047, která spojuje Horvati se sousedními vesnicemi Kupinečki Kraljevec a Rakov Potok, a Ž1055, která slouží jako přístupová cesta ke zdejší železniční zastávce. Velmi blízko prochází dálnice A1, přímo zde ale není žádný nájezd. Nachází se zde škola Stjepana Bencekoviće, zdejšího rodáka a učitele, který ve vesnici vytvořil v roce 1935 kulturní spolek mládeže a v roce 1937 uspořádal první vzdělávací kurz. V Horvatech nebyl nikdy postaven žádný kostel. Sídlí zde fotbalový klub NK Horvati 1975.

## Sousední sídla
| Růžice kompasu | Rakov Potok     | Gornji Stupnik | Donji Stupnik       | Růžice kompasu |
| Růžice kompasu | Pavučnjak       | Sever          | Demerje             | Růžice kompasu |
| Růžice kompasu | Pavučnjak       | Horvati        | Demerje             | Růžice kompasu |
| Růžice kompasu | Pavučnjak       | Jih            | Demerje             | Růžice kompasu |
| Růžice kompasu | Gornja Zdenčina |                | Kupinečki Kraljevec | Růžice kompasu |